# Retrato de Juana de Austria y una niña
El Retrato de Juana de Austria y una niña es un retrato de cuerpo entero ejecutado por la pintora italiana del siglo XVI Sofonisba Anguissola. Fue una de las primeras obras de Anguissola realizadas tras su llegada a la corte española, donde fue pintora oficial de la reina de España, Isabel de Valois. En una carta al pintor Bernardino Campi, dice que la pintura era para el papa, entonces Pío IV. Probablemente una muestra de devoción religiosa, a la que la infanta dedicó sus energías a pesar de ser celebrada por su habilidad en asuntos estatales. En 1557 fundó el monasterio de las Descalzas Reales y la niña a su lado probablemente sea una joven aristócrata bajo su protección, preparándose para ingresar en él.
Juana de Austria (1535–1573) era reina regente de España, e hija del emperador Carlos V. Precisamente de su chal cuelga un camafeo con un retrato de perfil del emperador.
El Retrato de Juana de Austria y una niña se encuentra en la colección del Museo Isabella Stewart Gardner en Boston, Estados Unidos.